# Föreningen för kvinnans politiska rösträtt i Visby

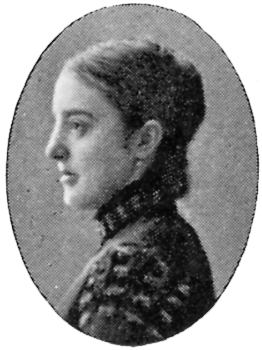
Carolina Maria Benedicks-Bruce.

Föreningen för kvinnans politiska rösträtt i Visby, även kallad Visbysföreningen för kvinnans politiska rösträtt, var Visbys lokalförening inom Landsföreningen för kvinnans politiska rösträtt (LKPR). Föreningen bildades 17 september 1906 och var verksam lokalt i Visby för införandet av kvinnors rösträtt i Sverige.
Bland aktiviteterna fanns föredrag, samkväm, insamling av medel och förhandlingar om samarbete med andra organisationer. 
1908 rapporterades: 
"De av V. U. utsända frågeformulären tillställdes genom styrelsen alla riksdagsmannakandidater inom Gotlands län och blevo av dessa bered-villigt besvarade. Före höstens riksdagsmannaval förekom på Gotland knappast någon valrörelse annat än inom norra häradet, där ett större valmöte hölls i Tingstäde den 30 augusti. Vid detta möte voro åtskilliga av Visby F. K. P. R:s medlemmar närvarande och vice ordföranden fröken Jenny Hallin tilläts att interpellera kandidaterna angående deras ställning till kvinnornas rösträttsfråga.".

## Ordförande
- 1906–1910: Kerstin Wall
- 1910–1913: Carolina Benedicks-Bruce
- 1913–1921: Sigrid Herlitz